# Wenchuan
Wenchuan este un district în Prefectura autonomă Qiang, în Sichuan, China.
Acest district are o suprafață de 4084 kilometri pătrați și o populație de 106,119 în 2005.
"Wolong National Nature Reserve" este o arie protejată situată în Wenchuan, care adăpostește peste 150 de urși panda gigant care sunt pe cale de dispariție.

## Cutremurul din Wenchuan
La data de 12 mai 2008, zona a fost epicentrul și una dintre zonele cele mai grav lovite ale provinciei Sichuan de cutremur. În Wenchuan 15941 de oameni au murit, 34583 au fost răniți, și 7474 încă lipsesc din 06 iunie 2008.

## Subdiviziuni
Districtul Wenchuan are șase orașe și șapte localități:
- Orașe
  - Weizhou
  - Xuankou
  - Shuimo
  - Yingxiu
  - Miansi
  - Wolong
- Localități:
  - Keku
  - Longxi
  - Yanmen
  - Caopo
  - Yinxing
  - Sanjiang
  - Gengda

## Transport
- Autostrada China National Highway 317
- Autostrada China National Highway 213